# Gammbodlandstjärnen
Gammbodlandstjärnen är en sjö i Sollefteå kommun i Ångermanland och ingår i Ångermanälvens huvudavrinningsområde. Sjön har en area på 0,0722 kvadratkilometer och ligger 346,5 meter över havet. Sjön avvattnas av vattendraget Storbäcken.

## Delavrinningsområde
Gammbodlandstjärnen ingår i det delavrinningsområde (704148-151421) som SMHI kallar för Inloppet i Lill-Rensjön. Medelhöjden är 392 meter över havet och ytan är 11,25 kvadratkilometer. Det finns inga avrinningsområden uppströms utan avrinningsområdet är högsta punkten. Storbäcken som avvattnar avrinningsområdet har biflödesordning 5, vilket innebär att vattnet flödar genom totalt 5 vattendrag innan det når havet efter 161 kilometer. Avrinningsområdet består mestadels av skog (87 procent). Avrinningsområdet har 0,07 kvadratkilometer vattenytor vilket ger det en sjöprocent på 0,6 procent.